# Teinobasis imitans
Teinobasis imitans là một loài chuồn chuồn kim trong họ Coenagrionidae.
Teinobasis imitans được Lieftinck miêu tả khoa học năm 1987.